# Kaj Martelius
Kaj Kristian Martelius, född 9 juni 1926 i Karlstads församling i Värmlands län, död 1 mars 2022, var en svensk journalist, redaktör och författare av ungdomsböcker.